# ブルゴーニュAOC
ブルゴーニュAOC(Bourgogne AOC)は、フランスのワイン法で定められた「ブルゴーニュ地域」で生産されたワインのうち、畑や村・地区などの規格には合わないが、ブルゴーニュワインとしての規格には合致しているワインに与えられる広域AOCである。
ブルゴーニュワインの概説は別にあるので、ここではワイン法におけるブルゴーニュAOCについて述べる。

## 行政上とワイン法上の「ブルゴーニュ」の違い
現在フランスの地方自治でブルゴーニュ地域圏とされるのは、ヨンヌ県、コート＝ドール県、ソーヌ＝エ＝ロワール県、ニエヴル県の4つであるが、ワイン法では、ヨンヌ県の54ヶ村、コート＝ドール県の91ヶ村、ソーヌ＝エ＝ロワール県の191ヶ村並びにローヌ＝アルプ地域圏に属すローヌ県北部の85ヶ村が生産地として認められている。しかし、ソーヌ＝エ＝ロワール県南端からローヌ県にかけてのボジョレー地区は、現在は白・ロゼも含めてボジョレーのAOCのものが大半である。

## AOC

### ブルゴーニュ
ボルドーやコート・デュ・ローヌなどでは、広域地域名を名乗るワインはAOCでも最下位のクラスになっているが、ブルゴーニュAOCは、下記の二つよりも上級とされている。ほとんどが赤はピノ・ノワール、白はシャルドネだけで造られ、ラベルにも品種名が表示されている。

### ブルゴーニュ・グラン・オルディネール(Bourgogne grand ordinaire)
グラン・オルディネールとは、「大いなる日常用の」または「並みのクラスの」の意味で、上記より一段下のクラスとされている。生産地は広い範囲に広がっているが、畑は135haほどで、生産量もそれほど多くない。赤・白・ロゼが作られている。

### ブルゴーニュ・パス・トゥ・グラン(Bourgogne Passe-Tout-Grains)
赤とロゼのみが作られている。ピノ・ノワール種を3分の1以上使えばこのAOCが認められる。後はボジョレーでおなじみのガメが使われ、軽くてフレッシュな口当たりのワインが多い。